# Orgilus caudatus
Orgilus caudatus är en stekelart som beskrevs av Granger 1949. Orgilus caudatus ingår i släktet Orgilus och familjen bracksteklar. Inga underarter finns listade i Catalogue of Life.